# 八万镇
八万镇，是中华人民共和国广东省汕尾市陆丰市下辖的一个乡镇级行政单位。

## 行政区划
八万镇下辖以下地区：
八万社区、上葫村、下葫村、新坑村、八万村、新葫村、石溪村、吉水村、高塘村、坪林村、双派村和坪石村。